# Ipomoea ignava
Ipomoea ignava är en vindeväxtart som beskrevs av Homer Doliver House. Ipomoea ignava ingår i släktet praktvindor, och familjen vindeväxter. Inga underarter finns listade i Catalogue of Life.